# Gieorgij Zawgorodni
Gieorgij Stiepanowicz Zawgorodni (ros. Георгий Степанович Завгородний, ur. 1903 w stanicy Karienowskaja na Kubaniu, zm. w marcu 1976 w Moskwie) – funkcjonariusz radzieckich służb specjalnych, generał major.

## Życiorys
Od listopada 1921 w organach Czeki/GPU na Kubaniu, od września 1926 w WKP(b), 1928-1930 funkcjonariusz okręgowego oddziału GPU w Doniecku, od października 1930 do lipca 1934 pełnomocnik operacyjny Wydziału Tajno-Politycznego Pełnomocnego Przedstawicielstwa OGPU Kraju Północnokaukaskiego/Kraju Azowsko-Czarnomorskiego. Od 1934 do 13 maja 1936 szef oddziału Wydziału Tajno-Politycznego Zarządu Bezpieczeństwa Państwowego (UGB) Zarządu NKWD Kraju Azowsko-Czarnomorskiego, później pomocnik szefa oddziału Wydziału 4 Głównego Zarządu Bezpieczeństwa Państwowego, od 22 marca 1936 porucznik bezpieczeństwa państwowego. Od kwietnia do października 1938 pracownik Zarządu 1 NKWD ZSRR, potem Głównego Zarządu Ekonomicznego NKWD ZSRR, od 1939 do 19 sierpnia 1940 szef Oddziału 7 Wydziału 3 Głównego Zarządu Ekonomicznego NKWD ZSRR, od 7 czerwca 1939 starszy porucznik, a od 14 marca 1940 kapitan bezpieczeństwa państwowego. Od 19 sierpnia 1940 do 20 marca 1943 szef Zarządu Poprawczych Kolonii Pracy i zastępca szefa Gułagu NKWD ZSRR, 13 sierpnia 1941 awansowany na majora, a 14 lutego 1943 pułkownika bezpieczeństwa państwowego, od 20 marca 1943 do 9 listopada 1945 szef Zarządu Poprawczych Kolonii Pracy i zastępca szefa Gułagu NKWD ZSRR, 14 grudnia 1945 mianowany komisarzem bezpieczeństwa państwowego, a 9 lipca 1945 generałem majorem. Od 9 listopada 1945 do 12 marca 1948 I zastępca ludowego komisarza/ministra spraw wewnętrznych Uzbeckiej SRR, od 12 marca do 9 lipca 1948 szef Zarządu Markowskiego Poprawczego Obozu Pracy MWD, od 4 listopada 1948 do maja 1953 zastępca szefa Zarządu MWD obwodu tambowskiego, od 9 maja 1953 do kwietnia 1954 szef Wydziału 5 Zarządu MWD obwodu nowosybirskiego, od maja do października 1954 szef wydziału Zarządu KGB obwodu nowosybirskiego, następnie na emeryturze.

## Odznaczenia
- Order Lenina (21 maja 1947)
- Order Czerwonego Sztandaru (3 listopada 1944)
- Order Wojny Ojczyźnianej I klasy (16 września 1945)
- Order Czerwonego Sztandaru Pracy (24 listopada 1942)
- Order Czerwonej Gwiazdy (11 maja 1944)

I 7 medali.